# 田代村 (愛知県愛知郡)
田代村（たしろむら）は、愛知県愛知郡にあった村。現在の名古屋市千種区の一部にあたる。

## 地理
濃尾平野東部の丘陵地帯に位置していた。

## 歴史
- 1876年（明治9年）愛知郡末森村、上野新田と丸山村の一部が合併して田代村が成立[2]。
- 1889年（明治22年）10月1日、町村制の施行により、愛知郡田代村が単独で村制施行し、田代村が発足[1][2]。大字は編成せず[2]。
- 1906年（明治39年）5月10日、愛知郡鍋屋上野村と合併し、東山村を新設して廃止された[1][2]。合併後、東山村田代となる[2]。

### 地名の由来
田を作るために開墾し、新田としたことによる。また、田代は田のある場所を意味し、開田可能地の意味もある。

## 産業
- 農業[2]

## 教育
- 1873年（明治6年）広徳学校開校[2]。1876年（明治9年）田代学校（現名古屋市立田代小学校）となる[2]。

## 名所・旧跡
- 日暹寺（現覚王山日泰寺）[2]